# Walshomyia insignis
Walshomyia insignis är en tvåvingeart som beskrevs av Ephraim Porter Felt 1921. Walshomyia insignis ingår i släktet Walshomyia och familjen gallmyggor.
Artens utbredningsområde är Texas. Inga underarter finns listade i Catalogue of Life.